# Gwiazdy w oczach
Gwiazdy w oczach (tytuł oryg. Starry Eyes) − amerykański film fabularny z 2014 roku, napisany i wyreżyserowany przez duet Kevin Kolsch-Dennis Widmyer. Powstał częściowo dzięki wsparciu crowdfundingowej witryny internetowej Kickstarter. Światowa premiera obrazu nastąpiła 8 marca 2014 podczas festiwalu filmowego South by Southwest. 14 listopada tego roku miała miejsce komercyjna premiera projektu. Starry Eyes zebrał pozytywne recenzje krytyków oraz spotkał się z sukcesem artystycznym; został wyróżniony nagrodami filmowymi i nominacjami do nagród.

## Opis fabuły
Początkująca aktorka Sarah otrzymuje główną rolę w horrorze kręconym przez tajemniczą wytwórnię. Według producenta filmu, dziewczyna musi zdecydować, jak wiele jest w stanie poświęcić, by stać się gwiazdą.

## Obsada
- Alex Essoe – Sarah
- Amanda Fuller – Tracy
- Noah Segan – Danny
- Fabianne Therese – Erin
- Shane Coffey – Poe
- Natalie Castillo – Ashley
- Pat Healy – Carl
- Nick Simmons – Ginko
- Maria Olsen – reżyser castingu
- Marc Senter – asystent

## Nagrody i wyróżnienia
- 2014, BloodGuts UK Horror Awards:
  - nominacja do nagrody BloodGuts UK Horror w kategorii najlepszy film[4]
  - nominacja do nagrody BloodGuts UK Horror w kategorii najlepsza reżyseria (wyróżnieni: Kevin Kolsch, Dennis Widmyer)[4]
  - nominacja do nagrody BloodGuts UK Horror w kategorii najlepsza rola kobieca (Alex Essoe)[4]
  - nominacja do nagrody BloodGuts UK Horror w kategorii najlepszy scenariusz (Kevin Kolsch, Dennis Widmyer)[4]
  - nominacja do nagrody BloodGuts UK Horror w kategorii najlepsza ścieżka dźwiękowa (Jonathan Snipes)[4]
  - nominacja do nagrody BloodGuts UK Horror w kategorii najbardziej przerażający film[4]
  - nagroda BloodGuts UK Horror – Specjalne Wyróżnienie
- 2014, Boston Underground Film Festival:
  - Nagroda Reżyserska w kategorii najlepszy film pełnometrażowy (Kevin Kolsch, Dennis Widmyer)[4]
- 2014, SXSW Film Festival:
  - nagroda SXSW Film Design w kategorii wybitne osiągnięcie w projektowaniu plakatu filmowego (Jay Shaw)[4]
- 2014, Fright Meter Awards:
  - nominacja do nagrody Fright Meter w kategorii najlepsza aktorka pierwszoplanowa (Alex Essoe)[5]
  - nominacja do nagrody Fright Meter w kategorii najlepsza ścieżka dźwiękowa[5]
  - nominacja do nagrody Fright Meter w kategorii najlepsza charakteryzacja[5]
- 2015, Fangoria Chainsaw Awards:
  - nominacja do nagrody Chainsaw w kategorii najlepszy film wąsko dystrybuowany (kandydat dopisany do listy)[6]
  - nominacja do nagrody Chainsaw w kategorii najlepsza aktorka (Alex Essoe)[6]
  - nominacja do nagrody Chainsaw w kategorii najlepszy scenariusz (Kevin Kolsch, Dennis Widmyer; kandydat dopisany do listy)[6]
  - nominacja do nagrody Chainsaw w kategorii najlepsza ścieżka dźwiękowa (Jonathan Snipes)[6]
  - nominacja do nagrody Chainsaw w kategorii najlepsza charakteryzacja/efekty specjalne (Hugo Villasenor)[6]